# Europäische Route historischer Thermalstädte

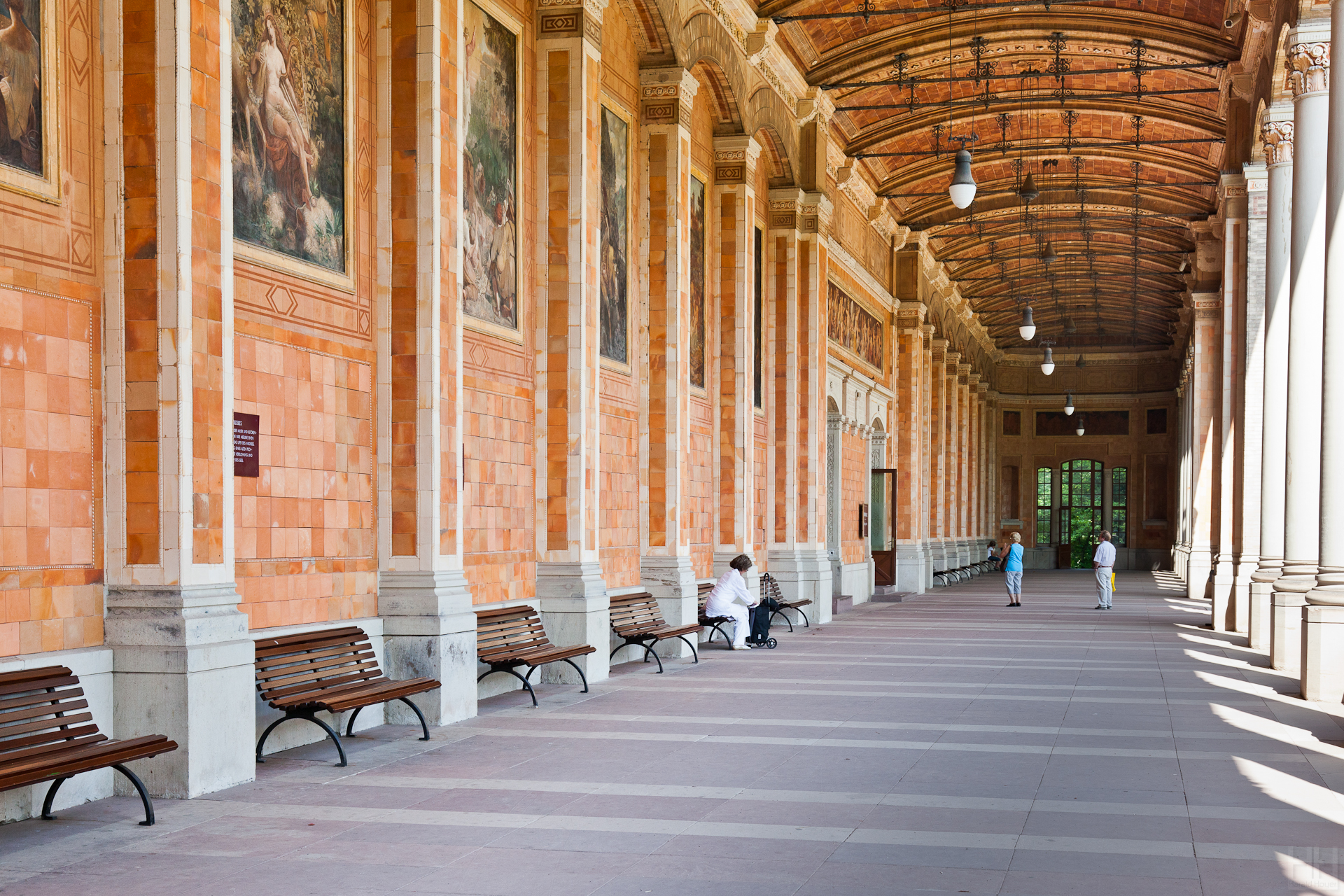
Trinkhalle, Baden-Baden

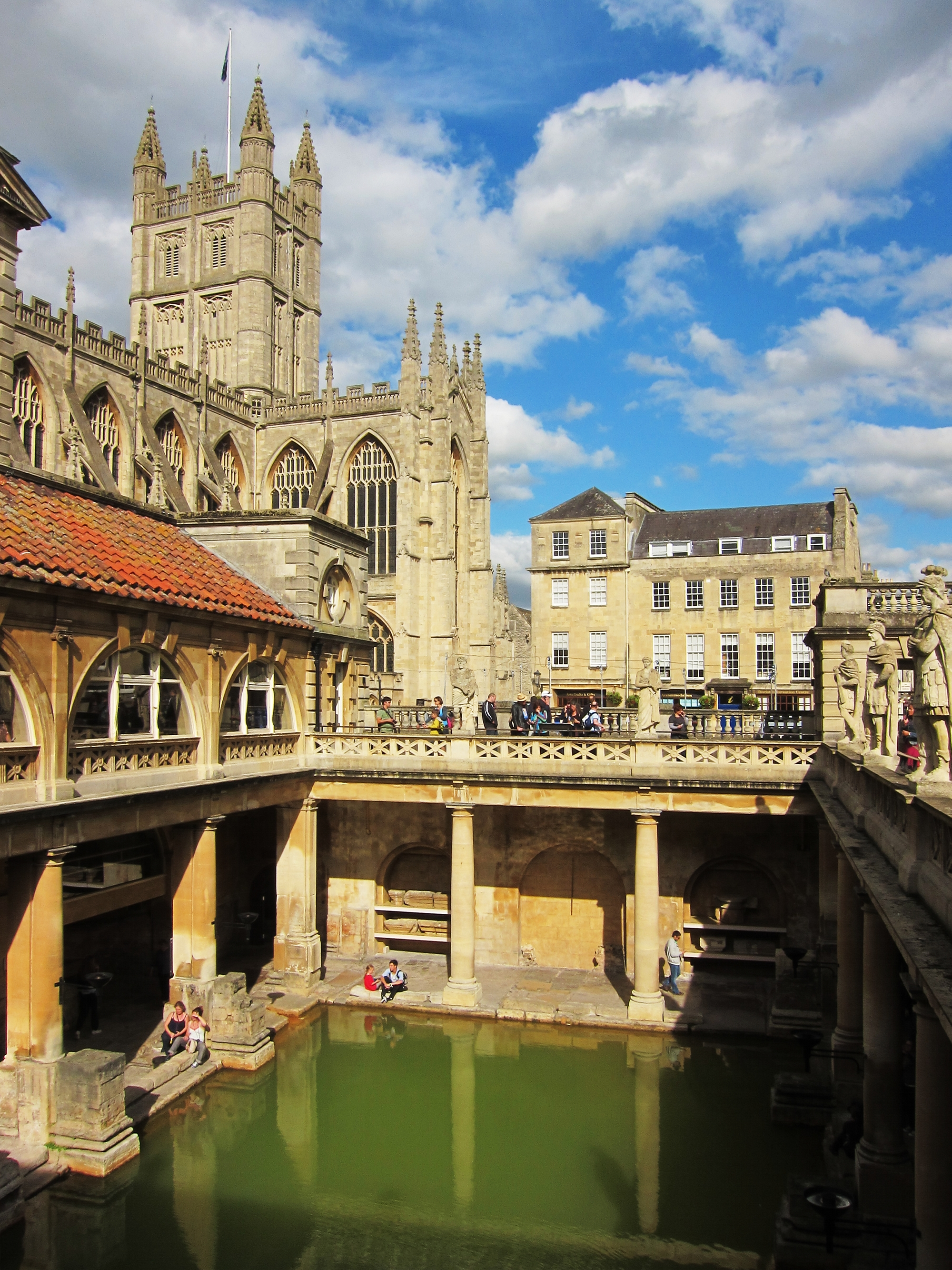
Großes Bad, Bath

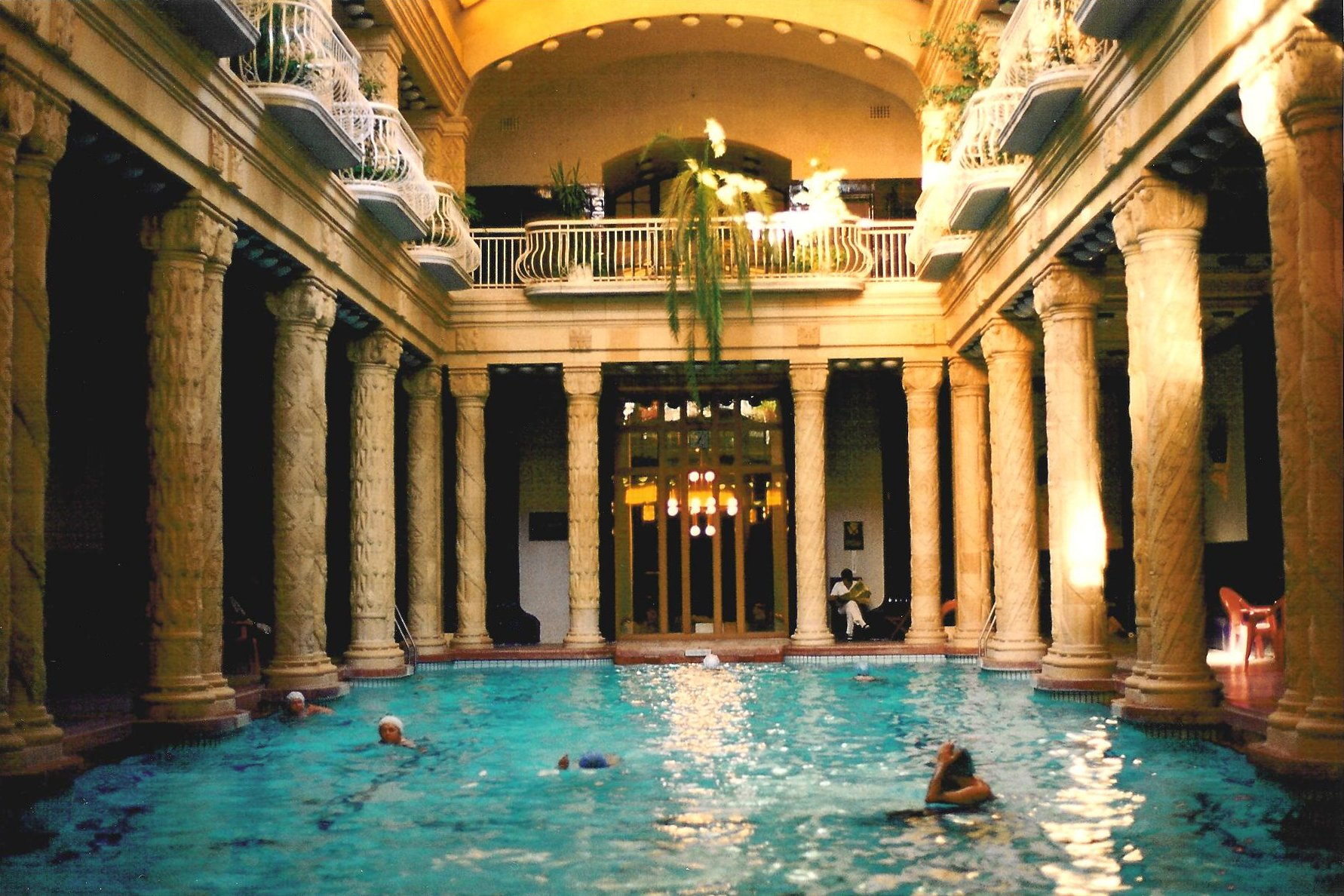
Gellértbad, Budapest

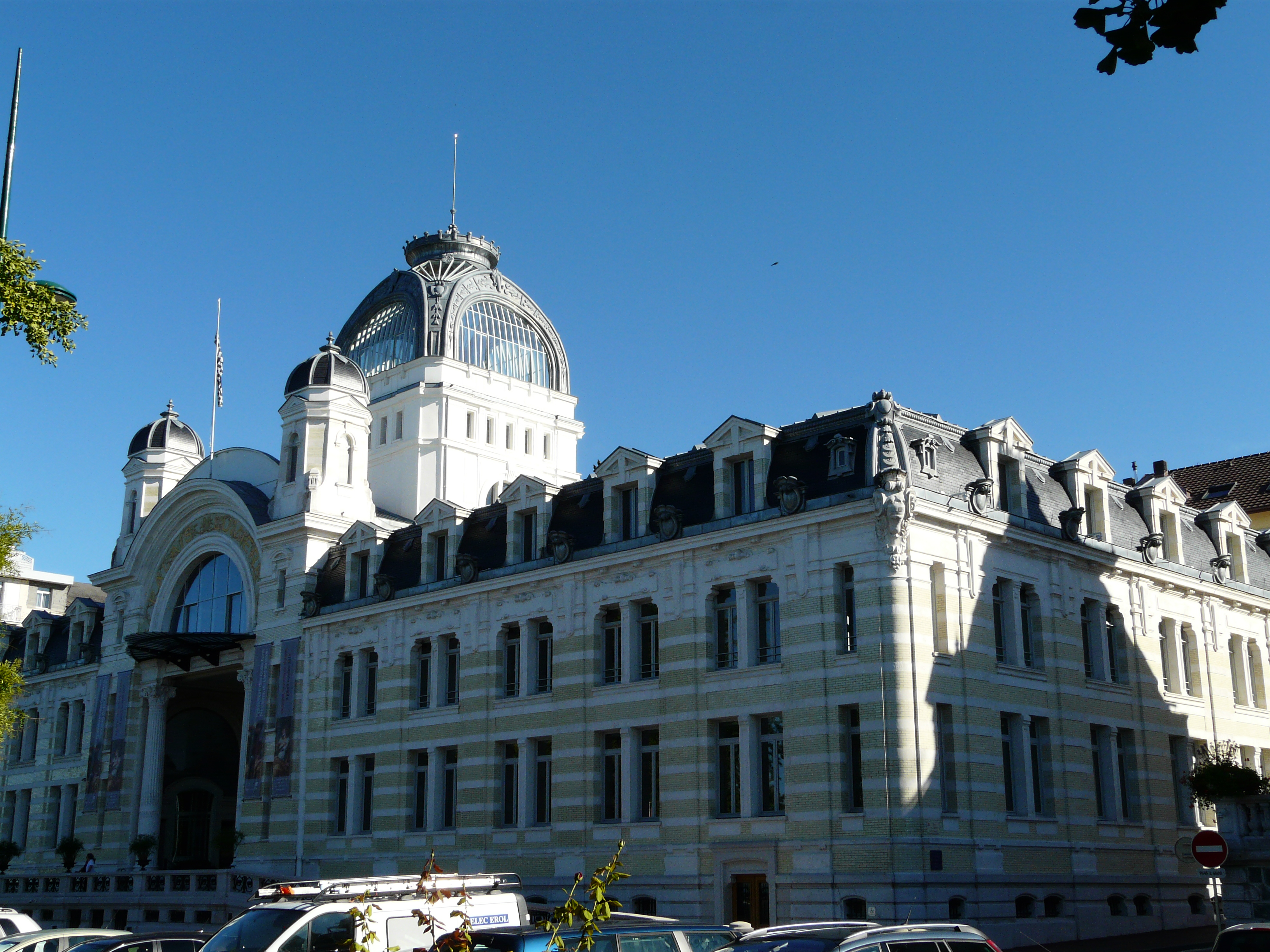
Alte Thermen, Évian-les-Bains

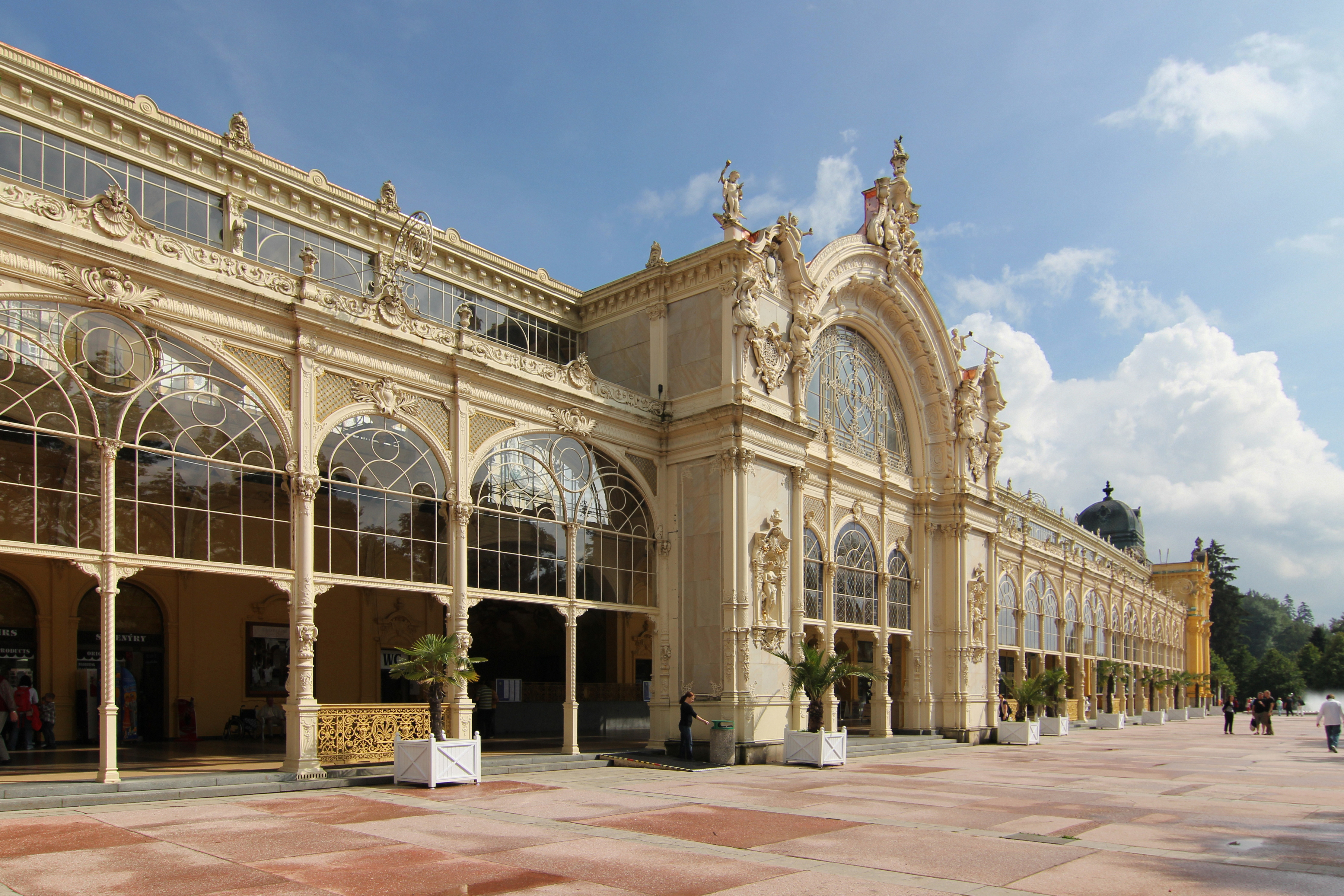
Kolonnade, Marienbad

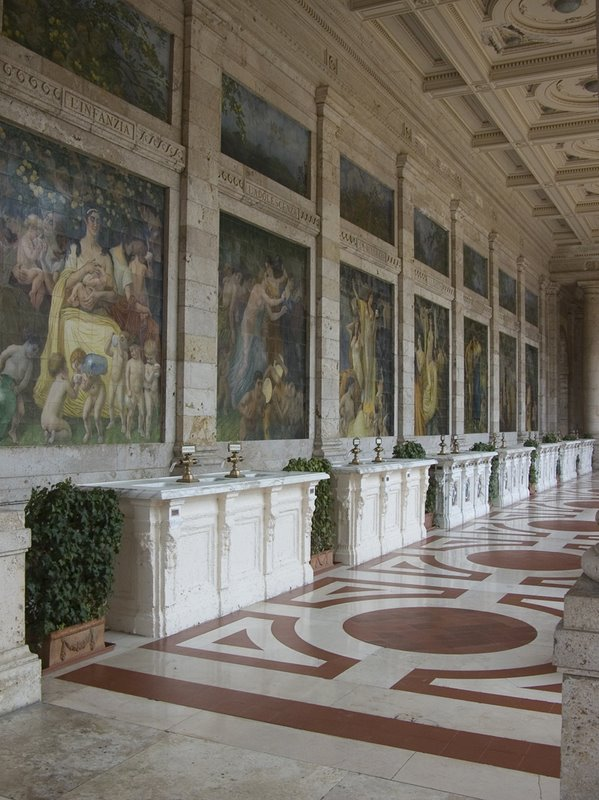
Altes Bad, Montecatini Terme

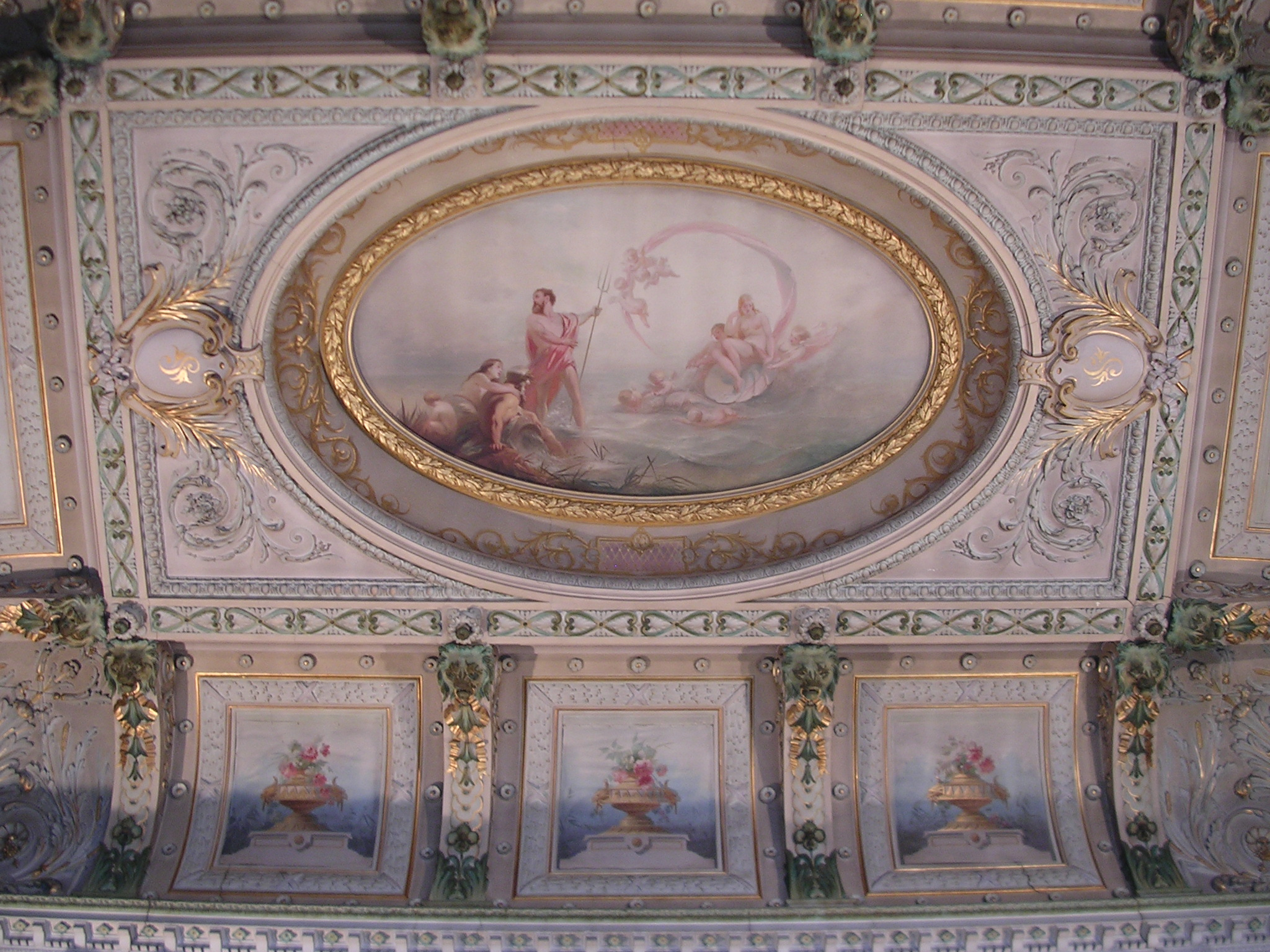
Altes Kurhaus, Spa

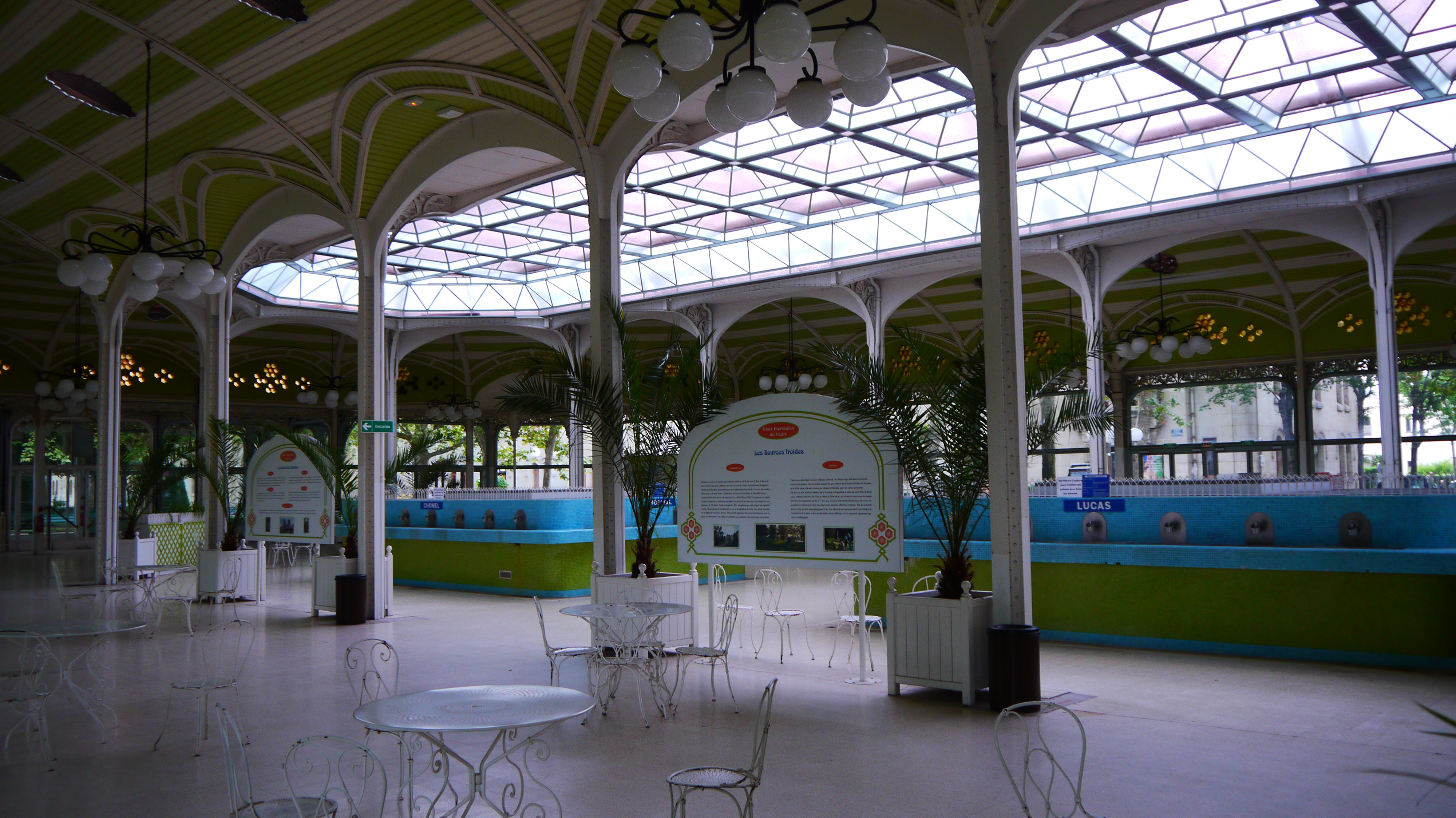
Quellenhalle, Vichy

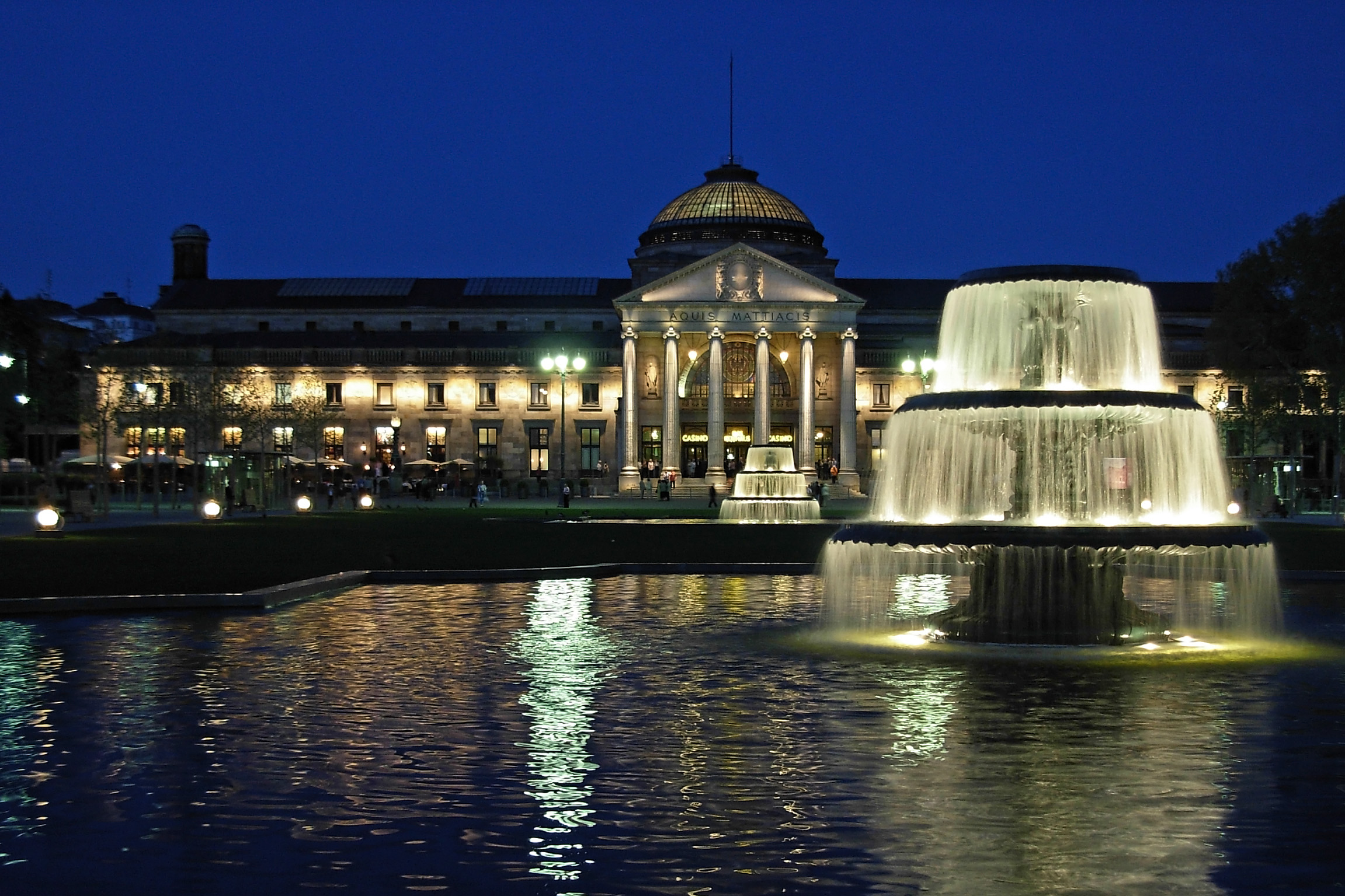
Kurhaus, Wiesbaden

Die Europäische Route historischer Thermalstädte ist eine Kulturroute des Europarats. Träger der Route ist die 2009 gegründete „European Historic Thermal Towns Association (EHTTA)“, eine in Belgien registrierte Non-Profit-Organisation mit zurzeit 49 Mitgliedern in 18 Mitgliedsstaaten des Europarats. Im Sommer 2011 wurde der EHTTA durch das „Europäische Institut der Kulturrouten“ die Auszeichnung einer „Kulturroute des Europarats“ verliehen. Alle drei Jahre findet eine Evaluation zur Verlängerung dieses Zertifikats statt.

## Aufgaben der EHTTA und des Kulturwegs
Die Europäische Route historischer Thermalstädte verbindet ideell das kulturelle und architektonische Erbe der Thermalstädte Europas (englisch: "spa towns"). Die heilenden Quellen Europas sind seit jeher Orte des Wohlbefindens und der Gesundheit, sie waren insbesondere im 18. und 19. Jahrhundert Zentren kultureller Entwicklung und Treffpunkt des Adels und der Gesellschaft. Die EHTTA soll eine gemeinsame Entwicklung der Thermalstädte fördern und deren Erbe erhalten, ein Netzwerk enger Zusammenarbeit mit europäischen Institutionen und europäischen Förderprogrammen entwickeln, die Entwicklung der Forschung, Analyse, Studien und Statistiken der Bäderbranche fördern und eine neue Strategie für die Bäderbranche entwickeln, da diese ein hohes kulturelles und touristisches Potenzial aufweise.

## Definition des Begriffs „Thermalstadt“
Um als Thermalstadt im Sinne der Route anerkannt werden zu können, muss nach den Statuten der EHTTA ein Badeort die folgenden Merkmale aufweisen:
- Eine Thermalstadt muss eigenes Thermalwasser verwerten (dieses muss nicht unbedingt in Flaschen abgefüllt werden) und, darauf aufbauend, ein Bade- und/oder Wellnesszentrum mit einer historischen Tradition betreiben.
- Eine Thermalstadt muss eine Bäderarchitektur aufweisen, die spätestens im 19. Jahrhundert errichtet wurde, einschließlich eines Gebäudes oder mehrerer Gebäude, die mit dem Bäderbetrieb zu tun haben und als historische Monumente eingestuft werden.
- Eine Thermalstadt muss traditionell kulturelle und Unterhaltungsangebote unterbreiten, d. h. Theateraufführungen, Kasinos, Konzerte usw. anbieten.
- Eine Thermalstadt muss Hotels von gehobener Qualität anbieten, die mit dem Kurangebot der Stadt in Verbindung stehen.

## Mitglieder
Die folgenden Staaten sind zurzeit in die Europäische Route historischer Thermalstädte einbezogen: Azerbaidschan, Belgien, Deutschland, Estland, Frankreich, Großbritannien, Georgien, Griechenland, Italien, Kroatien, Luxemburg, Österreich, Polen, Portugal, Spanien, Tschechien, Ungarn und die Türkei.
Mitgliederstädte der EHTTA sind zurzeit:
- Acqui Terme (Italien)
- Afyonkarahisar (Türkei)
- Baden-Baden (Deutschland)
- Baden bei Wien (Österreich)
- Bad Ems (Deutschland)
- Bad Homburg vor der Höhe (Deutschland)
- Bad Kissingen (Deutschland)
- Bagnères-de-Luchon (Frankreich)
- Bagnoles-de-l’Orne (Frankreich)
- Bath (England)
- Budapest Spas (Ungarn)
- Bursa (Türkei)
- Châtel-Guyon (Frankreich)
- Daruvar (Kroatien)
- Enghien-les-Bains (Frankreich)
- Fiuggi (Italien)
- Karlovy Vary-Region (Tschechien)
- La Bourboule (Frankreich)
- Mondorf-les-Bains (Luxemburg)
- Le Mont-Dore (Frankreich)
- Montecatini Terme (Italien)
- Ourense (Spanien)
- Royat-Chamalières (Frankreich)
- Salsomaggiore Terme (Italien)
- Spa (Belgien)
- Vichy (Frankreich)
- Wiesbaden (Deutschland)

Der EHTTA gehören darüber hinaus die folgenden Regionen bzw. Vereinigungen an:
- Villes d’Eaux du Massif Central (eine Vereinigung von Badeorten im französischen Zentralmassiv) mit den Mitgliedsorten und -kantonen Bourbon-Lancy, Bourbon-l’Archambault, La Bourboule, Châteauneuf-les-Bains, Châtel-Guyon, Chaudes-Aigues, Cransac-les-Thermes, Évaux-les-Bains, Meyras / Neyrac-les-Bains, Le Mont-Dore, Montrond-les-Bains, Néris-les-Bains, Royat / Chamalières, Saint-Honoré-les-Bains, Saint-Laurent-les-Bains, Saint-Nectaire, Vals-les-Bains und Vichy[4]
- Imereti Region (Georgien)
- Ourense Provinz (Spanien)
- H.A.M.T.S. - Hellenic Association of Municipalities with Thermal Springs

## Erhebung zum Welterbe
Nach einem im Jahr 2008 begonnenen Nominierungsprozess wurden durch die UNESCO elf europäische Thermalstädte als „Bedeutende Kurstädte Europas“ (englisch:„The Great Spa Towns of Europe“) zum Teil des Weltkulturerbes erhoben, und zwar Baden-Baden, Baden (bei Wien), Bad Ems, Bad Kissingen, Bath, Franzensbad, Karlsbad, Marienbad, Montecatini Terme, Spa und Vichy. Erst 2016 endete die Nominierung von Bad Homburg vor der Höhe, Bad Ischl, Bad Pyrmont und Wiesbaden auf der Tentativliste der UNESCO mit einem Ausscheiden aus dieser Kandidatenliste.